# Tiara Air
Tiara Air Aruba, im Außenauftritt meist kurz Tiara Air, war eine Fluggesellschaft mit Sitz in Oranjestad auf Aruba und Basis auf dem Flughafen Aruba.

## Geschichte
Tiara Air wurde 2006 mit zwei Shorts 360 gegründet, nachdem die Gründerfamilie Muyale bereits 30 Jahre lang ein Abfertigungsunternehmen auf dem Flughafen Arubas unterhielt. Der Name Tiara kommt vom Namen der Tochter des Gründers und CEOs Alejandro Muyale.
2011 unterzeichnete Tiara Air einen Kooperationsvertrag mit Insel Air. 2012 wurde eine erste Boeing 737-300 in Dienst gestellt. Ebenfalls 2012 eröffnete Tiara Air einen neuen Hangar am Flughafen Arubas, um die 737 selbst warten zu können.

## Flugziele
Von der Heimatbasis auf Aruba wurden verschiedene Ziele in der Karibik, dem Norden Südamerikas sowie Fort Lauderdale in den Vereinigten Staaten angeflogen.
In Zusammenarbeit mit dem Horacio Oduber Hospitaal auf Aruba führte die Tiara Air Aruba (Aruban Air Ambulance) Patiententransfers von und nach Aruba mit Maschinen vom Typ Learjet 35A durch.
Die Fluggesellschaft wurde am 28. November 2016 für insolvent erklärt.

## Flotte
Mit Stand August 2013 bestand die Flotte von Tiara Air aus vier Flugzeugen:
- 1 Boeing 737-300
- 2 Shorts 360
- 1 Learjet 35A